# Menasha (condado de Winnebago, Wisconsin)
Menasha es un pueblo ubicado en el condado de Winnebago en el estado estadounidense de Wisconsin. En el Censo de 2010 tenía una población de 18.498 habitantes y una densidad poblacional de 513,34 personas por km².

## Geografía
Menasha se encuentra ubicado en las coordenadas 44°13′21″N 88°28′26″O / 44.22250, -88.47389. Según la Oficina del Censo de los Estados Unidos, Menasha tiene una superficie total de 36.03 km², de la cual 31.53 km² corresponden a tierra firme y (12.5%) 4.5 km² es agua.

## Demografía
Según el censo de 2010, había 18.498 personas residiendo en Menasha. La densidad de población era de 513,34 hab./km². De los 18.498 habitantes, Menasha estaba compuesto por el 90.53% blancos, el 1.11% eran afroamericanos, el 0.58% eran amerindios, el 2.87% eran asiáticos, el 0.01% eran isleños del Pacífico, el 3.28% eran de otras razas y el 1.62% pertenecían a dos o más razas. Del total de la población el 6.11% eran hispanos o latinos de cualquier raza.